# تاکومی وادا
تاکومی وادا (انگلیسی: Takumi Wada؛ زادهٔ ۲۰ اکتبر ۱۹۸۱) بازیکن فوتبال اهل ژاپن است.
از باشگاه‌هایی که در آن بازی کرده‌است می‌توان به باشگاه فوتبال آویسپا فوکوئوکا، باشگاه فوتبال شیمیزو اس-پالس، باشگاه فوتبال توکیو وردی، و باشگاه فوتبال جف یونایتد ایچیهارا چیبا اشاره کرد.